# الکترونیکور
الکترونیکور (انگلیسی: Electronicore) (همچنین به عنوان سینث‌کور یا ترنس‌کور شناخته می‌شود) یک ژانر تلفیقی از موسیقی متالکور با عناصر ژانرهای مختلف موسیقی الکترونیک، اغلب شامل ترنس، الکترونیکا و دابستپ است.